# Georg August von Wangenheim

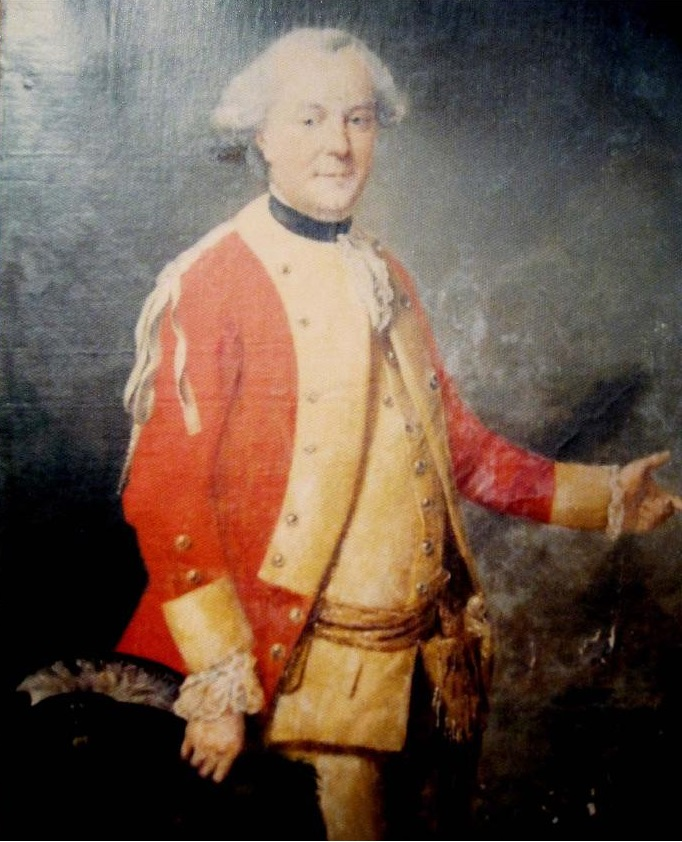
Georg August von Wangenheim

Georg August von Wangenheim (* 9. November 1706; † 24. September 1780 in Hannover) war ein kurfürstlich braunschweig-lüneburgischer General der Infanterie aus der Familie von Wangenheim.
Sein Vater war der Oberjägermeister Hartmann Ludwig von Wangenheim (* 29. September 1638; † 30. Dezember 1718) und dessen dritter Ehefrau Anna Magdalena von Reden (* 9. April 1669; † 2. März 1730). Sein älterer Bruder August Wilhelm von Wangenheim (* 8. Januar 1697; † 25. November 1764) war ebenfalls General und zudem Oberhofmarschall.

## Leben
Er trat 1722 [150] als Fähnrich in landgräflich hessen-kasselsche Dienste. Dort kam er 1731 in das Infanterieregiment Prinz Friedrich. Aber bereits 1732 wechselte er in kurfürstlich braunschweig-lüneburgische Dienste. Dort wurde er am 13. September 1732 als Stabshauptmann der Fußgarde in Hannover angestellt wurde, wohnte 1734 unter Prinz Eugen als Freiwilliger dem Feldzuge am Rhein bei und nahm mit seinem Regiment 1743 am Main und von 1744 bis 1748 in Brabant am österreichischen Erbfolgekrieg teil. Am 12. Oktober 1741 wurde er zum Major befördert. In der Schlacht bei Lauffeldt am 2. Juli 1747 befehligte er das Regiment, welches hier 300 Mann verlor. Im März 1751 wurde er zum Oberst und Kommandeur des mit dem Stab in Hoya stehenden 14. Infanterie-Regiments (eigentlich nur ein Bataillon) ernannt.

### Siebenjähriger Krieg
Mit dem 14. Infanterie-Regiment gehörte er 1755/56 zu den zum Schutze gegen eine französische Landung nach England gesandten hannoverschen Truppen und befehligte es am 26. Juli 1757 in der verlorenen Schlacht von Hastenbeck. Im gleichen Jahre wurde er auch zum Generalmajor befördert. Als solchem waren ihm in der Schlachtordnung, welche Herzog Ferdinand von Braunschweig, als er das Kommando übernahm, erließ, drei Infanterie-Regimenter in der Heeresabteilung des Generals Spörcken unterstellt; als aber der Herzog im Beginne des Jahres 1758 gegen den Rhein aufbrach, erteilte er Wangenheim den Auftrag mit sechs Bataillonen, sechs Schwadronen und zehn Geschützen am 18. Februar von Bremervörde aus gegen die Wümme vorzugehen und Rotenburg sowie Ottersberg zu nehmen. Die Besatzung des Forts von Rotenburg ergab sich am 20. Februar nach siebenstündiger Beschießung, die von Ottersberg zog freiwillig ab, ebenso die von Bremen, zu dessen Einnahme Wangenheim mitwirken sollte. Dann erhielt dieser den Befehl Minden auf dem rechten Weserufer einzuschließen, während die Stadt auf dem linken von anderen Truppen angegriffen werden würde. Am 16. März streckte die Garnison das Gewehr, ohne dass Wangenheims „Division“ zum Fechten gekommen wäre. Beim Übergang des Herzogs über den Rhein erhielt dieser den Befehl mit vier Bataillonen und vier Schwadronen auf dem rechten Flügel Scheinbewegungen zu machen, um den Feindes abzulenken. Er brach dazu am 28. aus seinem Lager bei Dorsten auf, ging, nachdem das Unternehmen gelungen war, bei Essenberg selbst über den Fluss und war zur Stelle als der Herzog am 23. Juni die Franzosen bei Krefeld angriff, in Wangenheims Zelt gab er in der vorangehenden Nacht seine Befehle an die Generäle aus. In dem Berichte, welchen er an König Georg II. erstattete, sagt er, dass dem Erbprinzen, dessen Energie, Tapferkeit und Klugheit über alles Lob erhaben gewesen seien, und der Unerschrockenheit, mit welcher Wangenheim die erhaltenen Befehle ausgeführt habe, am meisten der Erfolg des Tages zu danken sei; König Friedrich II. gegenüber lobt er Wangenheims Tüchtigkeit, Eifer und Tapferkeit. Entschlossen, den erfochtenen Sieg nach Kräften auszubeuten, entsandte er Wangenheim schon in der Frühe des 24. Juni um sich Düsseldorfs zu bemächtigen. Am 27. Juni erschien dieser vor der Stadt, schloss sie auf beiden Ufern des Rheins ein und ließ sie, da die Besatzung die Übergabe verweigerte, in Brand schießen. Es folgte nun ein Waffenstillstand, welcher am 7. Juli 1758 durch eine Kapitulation beendet wurde.
In der am 1. August 1759 gelieferten siegreichen Schlacht bei Minden befehligte Wangenheim ein abgesondertes Korps von 12.300 Mann (15 Bataillone, 19 Schwadronen), welches im Lager von Todtenhausen auf dem äußersten linken Flügel stand. Nach den Absichten der französischen Heeresleitung sollte der Herzog von Broglie gegen dieses den ersten Stoß führen. Wangenheim wurde vollständig überrascht, da aber der Angriff nicht mit dem befohlenen Nachdruck ausgeführt wurde, so hatte das Versäumnis keine weiteren Folgen. Bessere Dienste leistete er im Herbst des Jahres, in welchem er zum Generalleutnant befördert wurde. Er führte einige Unternehmungen in Hessen durch und des Herzogs von Braunschweig besondere Anerkennung galt den Truppen erteilt, welche die von Wangenheim unter großer Mühsal und Gefahr am 7. Januar 1760 ausgeführte Verproviantierung von Dillenburg ausgeführt hatte. Am 19. September 1760, aber wurde dieser mit 5 Bataillonen, 9 Schwadronen, 9 Parkgeschützen und leichten Truppen in einer vorgeschobenen Stellung bei Löwenhagen in der Nähe von Dransfeld stehend, von Broglie am hellen Tage überfallen und zu einem verlustreichen Rückzuge genötigt. Bei dem Vorstoß nach Süden, durch welchen im Februar 1761 die Winterruhe der Franzosen gestört wurde, befehligte Wangenheim eine der beiden Kolonnen, in welche Spörcken seine Heeresabteilung gegliedert hatte, darauf die Abriegelung der unteren Diemel zum Schutze der von den eigenen Truppen bezogenen Ruhequartiere und bei Wiederbeginn der Feindseligkeiten 5500 Mann im Lager von Rüthen. Zu hervorragender Tätigkeit kam er in diesem Jahre nicht; ein in Gemeinschaft mit dem hessischen General von Wutgenau ausgeführter Versuch, zwei französische Abteilungen in der Gegend von Stadtberge am 5. August womöglich gefangen zu nehmen, glückte nicht. Im Feldzuge 1762 stand er unter Lord Granby, welcher am 24. Juni die Schlacht bei Wilhelmsthal entschied. Am Ende des Krieges machte ihm Wilhelm von Freytag den Vorwurf, dass er in ein am 27. August bei Alsfeld geliefertes Gefecht nicht eingegriffen habe. Sonst würde „vom feindlichen Corps nicht viel echappirt sein.“
Wangenheims letzte nennenswerte militärische Tätigkeit bestand in der Leitung einer größeren Truppenübung, welche in der Zeit vom 16. bis zum 26. September 1779 in der Nähe der Festung Hameln, zu deren Kommandanten er ernannt war, abgehalten wurde. Im Jahr 1777 war er zum General der Infanterie ernannt worden. Am 24. September 1780 ist er zu Hannover gestorben. Seine letzte Ruhestätte fand er auf dem Garnisonfriedhof Hameln.

## Familie
Er war zweimal verheiratet. Seine erste Frau wurde 1733 die Witwe des Geheimen Sekretärs Johann Conrad Mohr (1688–1732) Sophie Caroline Mehmet von Königstreu († 1758). Das Paar hatte mehrere Kinder, darunter:
- Georg Wilhelm Philipp (1735–1799), kurfürstlich braunschweig-lüneburgischer Generalmajor
- Sophie Charlotte Frederica (* 15. Januar 1737)
- Erich Ludwig (* 10. Februar 1738)
- Anna Louise (* 10. Oktober 1739)
- Friedrich Carl (* 4. Oktober 1740)
- Johann Wilhelm (* 27. Oktober 1742)
- Georg August (* 14. August 1744)

Ferner die Stieftochter Maria Carolina Mohr, alle Kinder außer Georg Wilhelm Philipp starben jung.
Nach dem Tod seiner ersten Frau heiratete er 1767 Anna Friederike von Frankenberg-Proschlitz (* 30. Dezember 1722; † 6. Juli 1806), die Witwe des Ministers Johann Clamor August von dem Bussche (1706–1764). Das Paar hatte noch eine Tochter Charlotte (* 1768). Diese Tochter heiratete 1791/2 den Armee-Kommissair Lütjens und starb kurz nach der Geburt eines Sohnes.